# Кодо (искусство)
Кодо (яп. 香道 ко:до:, «путь аромата») — искусство составления благовоний. Наряду с тядо (яп. 茶道 тядо:, «путь чая») и кадо (яп. 華道 кадо:, «путь цветка») является одним из так называемых трёх главных искусств Японии (яп. 日本三芸道 нихон сангэйдо:).

## Описание
В VI веке в связи с проникновением в Японию из других азиатских регионов различных религиозных течений, получили распространение и разнообразные ароматические растения. С учётом региона выращивания они получили следующую классификацию: кяра (Индия), манака (Малакка, Малайзия), ракоку (совр. Таиланд, Мьянма), суматора (Суматра), манабан и сасора (Юго-Восточная Азия), каждый отличающийся свои определённым ароматом. Вместе с дополнительными пятью вкусами (сладкий кан, кислый сан, острый син, пересоленный кан и горький ку) они составляют т. н. риккоку-гоми (яп. 六国五味, «шесть стран — пять вкусов»).
Со временем популярность кодо росла. В период Камакура возникли токо — соревнования по отгадыванию ароматов. Участники действа, заранее подготовившие свои благовония, обменивались ими и после возжигания помимо оценки ароматических качеств должны были подобрать им наиболее подходящие названия, связанные со стихами жанра вака, преданиями, старинной литературой. В период Токугава были написаны основные литературные памятники, освещавшие теоретические знания, касавшиеся кодо — «Сад орхидей искусства кодо» (1737 год) и «Сливы скромного жилища искусства кодо» (1748 год).
В настоящее время существуют специализированные школы искусства кодо. Крупнейшими из них являются Оиэ-рю и Сино-рю.

## Благовония по способу использования
По способу использования выделяются семь видов благовоний:
1. Сэнко (ароматические палочки). Являются самым распространённым видом благовоний. Подразделяются на ниой-сэнко (палочки, используемые для эстетических целей) и суги-сэнко (палочки, используемые при поминовении умерших).
2. Нэрико (смешанное благовоние). Разнообразные ароматические компоненты, смешанные с мёдом и углём, скатываемые в шарики и закладываемые в горячий пепел.
3. Кобоку (ароматическая древесина). Небольшие деревянные пластинки, источающие аромат при нагревании.
4. Дзуко (духи́-благовония). Изготавливаемая из различных видов ароматической древесины пудра, наносимая на кожу.
5. Инко (ароматические печатки). Высушенные спресованные ароматические компоненты, разогреваемые в горячем пепле.
6. Макко (ароматическая крошка). Мелкая крошка из ароматической древесины кобоку.
7. Ниои-букуро (ароматический мешочек). Матерчатые мешочки с закладываемым в них ароматическими компонентами.

## Наиболее популярные благовония
В средние века и современности наиболее популярными веществами, используемыми в кодо, являются: среди продуктов растительного происхождения — бадьян, бензойная смола, борнеол, гвоздика, камфора, корица, ладан, мирра, нард, пажитник и сандал, среди продуктов животного происхождения — кайко (порошок из раковин моллюсков) и мускус.